# Clasificación para la Eurocopa 1984
La fase de clasificación para la Eurocopa de fútbol 1984 constaba de 32 equipos divididos en siete grupos; tres de cuatro equipos y cuatro de cinco equipos. La ronda de clasificación se jugó entre mayo de 1982 y diciembre de 1983, concluyendo unos grupos antes que otros.

## Equipos clasificados
| Equipo           | Forma           | Clasificado             | Participaciones anteriores |
| ---------------- | --------------- | ----------------------- | -------------------------- |
| Francia          | Anfitrión       | 10 de diciembre de 1981 | 1 (1960)                   |
| Bélgica          | Ganador Grupo 1 | 12 de octubre de 1983   | 2 (1972, 1980)             |
| Portugal         | Ganador Grupo 2 | 1 de noviembre de 1983  | 0 (debut)                  |
| Dinamarca        | Ganador Grupo 3 | 16 de noviembre de 1983 | 1 (1964)                   |
| Alemania Federal | Ganador Grupo 6 | 20 de noviembre de 1983 | 3 (1972, 1976, 1980)       |
| Rumania          | Ganador Grupo 5 | 30 de noviembre de 1983 | 0 (debut)                  |
| Yugoslavia       | Ganador Grupo 4 | 21 de diciembre de 1983 | 3 (1960, 1968, 1976)       |
| España           | Ganador Grupo 7 | 21 de diciembre de 1983 | 2 (1964, 1980)             |

## Sorteo
El sorteo tuvo lugar el 8 de enero de 1982 en París, Francia. Los 32 equipos se dividieron en cinco bombos desde los cuales se sacaron para formar los 7 grupos. Francia calificó automáticamente como país anfitrión. Los equipos clasificados para el torneo final están en negrita.
| Bombo 1                                                                            | Bombo 2                                                                                              | Bombo 3                                                                          | Bombo 4                                                                 | Bombo 5                                 |
| ---------------------------------------------------------------------------------- | --- | -------------------------------------------------------------------------------- | ----------------------------------------------------------------------- | --------------------------------------- |
| - Alemania Federal - Polonia - España - Italia - Yugoslavia - Inglaterra - Bélgica | - Checoslovaquia - Austria - Países Bajos - Unión Soviética - Alemania Democrática - Hungría - Gales | - Escocia - Irlanda del Norte - Irlanda - Rumania - Grecia - Portugal - Bulgaria | - Suecia - Dinamarca - Suiza - Finlandia - Turquía - Noruega - Islandia | - Albania - Malta - Chipre - Luxemburgo |

## Primera fase

### Grupo 1
| Pos. | Equipo               | Pts. | PJ | G | E | P | GF | GC | Dif. | Clasificación |
| ---- | -------------------- | ---- | -- | - | - | - | -- | -- | ---- | ------------- |
| 1    | Bélgica              | 9    | 6  | 4 | 1 | 1 | 12 | 8  | +4   | Eurocopa 1984 |
| 2    | Suiza                | 6    | 6  | 2 | 2 | 2 | 7  | 9  | −2   |               |
| 3    | Alemania Democrática | 5    | 6  | 2 | 1 | 3 | 7  | 7  | 0    |               |
| 4    | Escocia              | 4    | 6  | 1 | 2 | 3 | 8  | 10 | −2   |               |

 Fuente: 
| 6 de octubre de 1982 | Bélgica                                                | 3:0 (1:0) | Suiza | Estadio Heysel, Bruselas · Bélgica                        |                                                           |
|                      | Heinz Lüdi 2' · Ludo Coeck 48' · Erwin Vandenbergh 82' |           |       | Asistencia: 16.808 espectadores Árbitro(s): Paolo Bergamo | Asistencia: 16.808 espectadores Árbitro(s): Paolo Bergamo |

| 13 de octubre de 1982 | Escocia                           | 2:0 (0:0) | Alemania Democrática | Hampden Park, Glasgow Escocia                               |                                                             |
|                       | John Wark 53' · Paul Sturrock 75' |           |                      | Asistencia: 40.335 espectadores Árbitro(s): Georges Konrath | Asistencia: 40.335 espectadores Árbitro(s): Georges Konrath |

| 17 de noviembre de 1982 | Suiza                               | 2:0 (0:0) | Escocia | Wankdorfstadion, Berna · Suiza                               |                                                              |
|                         | Claudio Sulser 49' · André Egli 61' |           |         | Asistencia: 26.500 espectadores Árbitro(s): Vojtech Christov | Asistencia: 26.500 espectadores Árbitro(s): Vojtech Christov |

| 15 de diciembre de 1982 | Bélgica                                               | 3:2 (2:2) | Escocia                | Estadio Heysel, Bruselas · Bélgica                          |                                                             |
|                         | Erwin Vandenbergh 25' · François Van der Elst 39' 63' |           | 13' 35' Kenny Dalglish | Asistencia: 48.877 espectadores Árbitro(s): António Garrido | Asistencia: 48.877 espectadores Árbitro(s): António Garrido |

| 30 de marzo de 1983 | Alemania Democrática | 1:2 (0:1) | Bélgica                                           | Zentralstadion, Leipzig Alemania Oriental                  |                                                            |
|                     | Joachim Streich 82'  |           | 35' François Van Der Elst · 70' Erwin Vandenbergh | Asistencia: 75.000 espectadores Árbitro(s): John Carpenter | Asistencia: 75.000 espectadores Árbitro(s): John Carpenter |

| 30 de marzo de 1983 | Escocia                              | 2:2 (0:1) | Suiza                              | Hampden Park, Glasgow Escocia                              |                                                            |
|                     | John Wark 70' · Charlie Nicholas 75' |           | 14' André Egli · 57' Heinz Hermann | Asistencia: 36.923 espectadores Árbitro(s): Charles Corver | Asistencia: 36.923 espectadores Árbitro(s): Charles Corver |

| 27 de abril de 1983 | Bélgica                            | 2:1 (2:1) | Alemania Democrática | Estadio Heysel, Bruselas · Bélgica                                 |                                                                    |
|                     | Jan Ceulemans 18' · Ludo Coeck 39' |           | 9' Joachim Streich   | Asistencia: 43.894 espectadores Árbitro(s): Emilio Carlos Guruceta | Asistencia: 43.894 espectadores Árbitro(s): Emilio Carlos Guruceta |

| 14 de mayo de 1983 | Suiza | 0:0 (0:0) | Alemania Democrática | Wankdorfstadion, Berna · Suiza                            |  |
|                    |       |           |                      | Asistencia: 32.000 espectadores Árbitro(s): Rolf Ericsson |  |

| 12 de octubre de 1983 | Alemania Democrática                                      | 3:0 (1:0) | Suiza | Friedrich-Ludwig-Jahn-Sportpark, Berlín Alemania Oriental |                                                           |
|                       | Hans Richter 45' · Rainer Ernst 73' · Joachim Streich 90' |           |       | Asistencia: 12.000 espectadores Árbitro(s): Keith Hackett | Asistencia: 12.000 espectadores Árbitro(s): Keith Hackett |

| 12 de octubre de 1983 | Escocia              | 1:1 (0:1) | Bélgica               | Hampden Park, Glasgow Escocia                               |                                                             |
|                       | Charlie Nicholas 75' |           | 4' Franky Vercauteren | Asistencia: 23.475 espectadores Árbitro(s): Enzo Barbaresco | Asistencia: 23.475 espectadores Árbitro(s): Enzo Barbaresco |

| 9 de noviembre de 1983 | Suiza                                                            | 3:1 (1:0) | Bélgica               | Wankdorfstadion, Berna · Suiza                          |                                                         |
|                        | Marco Schällibaum 23' · Jean-Paul Brigger 75' · Alain Geiger 89' |           | 63' Erwin Vandenbergh | Asistencia: 10.000 espectadores Árbitro(s): Volker Roth | Asistencia: 10.000 espectadores Árbitro(s): Volker Roth |

| 16 de noviembre de 1983 | Alemania Democrática                   | 2:1 (2:0) | Escocia           | Kurt-Wabbel-Stadion, Halle Alemania Oriental             |                                                          |
|                         | Ronald Kreer 34' · Joachim Streich 43' |           | 77' Eamonn Bannon | Asistencia: 18.000 espectadores Árbitro(s): Franz Wöhrer | Asistencia: 18.000 espectadores Árbitro(s): Franz Wöhrer |

### Grupo 2
| Pos. | Equipo          | Pts. | PJ | G | E | P | GF | GC | Dif. | Clasificación |
| ---- | --------------- | ---- | -- | - | - | - | -- | -- | ---- | ------------- |
| 1    | Portugal        | 10   | 6  | 5 | 0 | 1 | 11 | 6  | +5   | Eurocopa 1984 |
| 2    | Unión Soviética | 9    | 6  | 4 | 1 | 1 | 11 | 2  | +9   |               |
| 3    | Polonia         | 4    | 6  | 1 | 2 | 3 | 6  | 9  | −3   |               |
| 4    | Finlandia       | 1    | 6  | 0 | 1 | 5 | 3  | 14 | −11  |               |

 Fuente: 
| 8 de septiembre de 1982 | Finlandia                        | 2:3 (0:2) | Polonia                                                                    | Savon Sanomat Areena, Kuopio · Finlandia                         |                                                                  |
|                         | Ari Valvee 83' · Keijo Kousa 84' |           | 16' Włodzimierz Smolarek · 24' Dariusz Dziekanowski · 72' Janusz Kupcewicz | Asistencia: 3.529 espectadores Árbitro(s): Marcel Van Langenhove | Asistencia: 3.529 espectadores Árbitro(s): Marcel Van Langenhove |

| 22 de septiembre de 1982 | Finlandia | 0:2 (0:1) | Portugal                                  | Estadio Olímpico de Helsinki, Helsinki · Finlandia         |                                                            |
|                          |           |           | 15' Tamagnini Nené · 89' António Oliveira | Asistencia: 3.132 espectadores Árbitro(s): Klaus Scheurell | Asistencia: 3.132 espectadores Árbitro(s): Klaus Scheurell |

| 10 de octubre de 1982 | Portugal                               | 2:1 (1:0) | Polonia        | Estádio da Luz, Lisboa Portugal                          |                                                          |
|                       | Tamagnini Nené 2' · Fernando Gomes 82' |           | 90' Paweł Król | Asistencia: 70.000 espectadores Árbitro(s): Franz Wöhrer | Asistencia: 70.000 espectadores Árbitro(s): Franz Wöhrer |

| 13 de octubre de 1982 | Unión Soviética                            | 2:0 (1:0) | Finlandia | Estadio Olímpico Luzhnikí, Moscú Unión Soviética         |                                                          |
|                       | Serguéi Baltacha 2' · Serguéi Andréyev 57' |           |           | Asistencia: 18.000 espectadores Árbitro(s): Jack Baumann | Asistencia: 18.000 espectadores Árbitro(s): Jack Baumann |

| 17 de abril de 1983 | Polonia                 | 1:1 (1:1) | Finlandia      | Stadion Dziesięciolecia, Varsovia · Polonia                   |                                                               |
|                     | Włodzimierz Smolarek 2' |           | 5' Paweł Janas | Asistencia: 70.000 espectadores Árbitro(s): Reidar Bjørnestad | Asistencia: 70.000 espectadores Árbitro(s): Reidar Bjørnestad |

| 27 de abril de 1983 | Unión Soviética                                                                                | 5:0 (2:0) | Portugal | Estadio Olímpico Luzhnikí, Moscú Unión Soviética         |                                                          |
|                     | Fiódor Cherenkov 16' 63' · Sergey Rodionov 40' · Anatoli Demyanenko 53' · Nikolái Larionov 86' |           |          | Asistencia: 82.000 espectadores Árbitro(s): John Hunting | Asistencia: 82.000 espectadores Árbitro(s): John Hunting |

| 22 de mayo de 1983 | Polonia             | 1:1 (1:0) | Unión Soviética    | Estadio de Silesia, Chorzów · Polonia                     |                                                           |
|                    | Zbigniew Boniek 16' |           | 62' Roman Wójcicki | Asistencia: 75.000 espectadores Árbitro(s): Luigi Agnolin | Asistencia: 75.000 espectadores Árbitro(s): Luigi Agnolin |

| 1 de junio de 1983 | Finlandia | 0:1 (0:0) | Unión Soviética | Estadio Olímpico de Helsinki, Helsinki · Finlandia        |                                                           |
|                    |           |           | 75' Oleg Blojín | Asistencia: 16.966 espectadores Árbitro(s): Dušan Krchnak | Asistencia: 16.966 espectadores Árbitro(s): Dušan Krchnak |

| 21 de septiembre de 1983 | Portugal                                                                                        | 5:0 (2:0) | Finlandia | Estadio José Alvalade, Lisboa Portugal                            |                                                                   |
|                          | Rui Jordão 18' · Carlos Manuel 23' · Jukka Ikäläinen 47' · José Luis 83' · António Oliveira 86' |           |           | Asistencia: 15.000 espectadores Árbitro(s): Karl-Heinz Tritschler | Asistencia: 15.000 espectadores Árbitro(s): Karl-Heinz Tritschler |

| 9 de octubre de 1983 | Unión Soviética                          | 2:0 (1:0) | Polonia | Estadio Olímpico Luzhnikí, Moscú Unión Soviética       |                                                        |
|                      | Anatoli Demianenko 10' · Oleg Blojín 62' |           |         | Asistencia: 72.500 espectadores Árbitro(s): Jan Keizer | Asistencia: 72.500 espectadores Árbitro(s): Jan Keizer |

| 28 de octubre de 1983 | Polonia | 0:1 (0:1) | Portugal          | Estadio Olímpico, Breslavia · Polonia                    |                                                          |
|                       |         |           | 32' Carlos Manuel | Asistencia: 15.000 espectadores Árbitro(s): Ulf Eriksson | Asistencia: 15.000 espectadores Árbitro(s): Ulf Eriksson |

| 13 de noviembre de 1983 | Portugal       | 1:0 (1:0) | Unión Soviética | Estádio da Luz, Lisboa Portugal                             |                                                             |
|                         | Rui Jordão 44' |           |                 | Asistencia: 75.000 espectadores Árbitro(s): Georges Konrath | Asistencia: 75.000 espectadores Árbitro(s): Georges Konrath |

### Grupo 3
| Pos. | Equipo     | Pts. | PJ | G | E | P | GF | GC | Dif. | Clasificación |
| ---- | ---------- | ---- | -- | - | - | - | -- | -- | ---- | ------------- |
| 1    | Dinamarca  | 13   | 8  | 6 | 1 | 1 | 17 | 5  | +12  | Eurocopa 1984 |
| 2    | Inglaterra | 12   | 8  | 5 | 2 | 1 | 23 | 3  | +20  |               |
| 3    | Grecia     | 8    | 8  | 3 | 2 | 3 | 8  | 10 | −2   |               |
| 4    | Hungría    | 7    | 8  | 3 | 1 | 4 | 18 | 17 | +1   |               |
| 5    | Luxemburgo | 0    | 8  | 0 | 0 | 8 | 5  | 36 | −31  |               |

 Fuente: 
| 22 de septiembre de 1982 | Dinamarca                           | 2:2 (0:1) | Inglaterra            | Idrætsparken, Copenhague Dinamarca                         |                                                            |
|                          | Allan Hansen 68' · Jesper Olsen 89' |           | 8' 82' Trevor Francis | Asistencia: 44.300 espectadores Árbitro(s): Charles Corver | Asistencia: 44.300 espectadores Árbitro(s): Charles Corver |

| 9 de octubre de 1982 | Luxemburgo | 0:2 (0:2) | Grecia                       | Estadio Josy Barthel, Luxemburgo                                 |                                                                  |
|                      |            |           | 7' 26' Nikolaos Anastopoulos | Asistencia: 2.858 espectadores Árbitro(s): Karl-Heinz Tritschler | Asistencia: 2.858 espectadores Árbitro(s): Karl-Heinz Tritschler |

| 10 de noviembre de 1982 | Luxemburgo             | 1:2 (0:1) | Dinamarca                             | Estadio Josy Barthel, Luxemburgo                         |                                                          |
|                         | Marcel Di Domenico 54' |           | 31' Søren Lerby · 67' Klaus Berggreen | Asistencia: 2.057 espectadores Árbitro(s): Gérard Biguet | Asistencia: 2.057 espectadores Árbitro(s): Gérard Biguet |

| 17 de noviembre de 1982 | Grecia | 0:3 (0:1) | Inglaterra                           | Estadio Kaftanzoglio, Salónica · Grecia                  |                                                          |
|                         |        |           | 1' 64' Tony Woodcock · 68' Sammy Lee | Asistencia: 41.534 espectadores Árbitro(s): Adolf Prokop | Asistencia: 41.534 espectadores Árbitro(s): Adolf Prokop |

| 15 de diciembre de 1982 | Inglaterra | 9:0 (4:0) | Luxemburgo | Estadio Wembley, Londres Inglaterra                         |                                                             |
|                         | Marcel Bossi 18' · Steve Coppell 22' · Tony Woodcock 34' · Luther Blissett 44' 62' 86' · Mark Chamberlain 71' · Glenn Hoddle 87' · Phil Neal 89' |           |            | Asistencia: 33.980 espectadores Árbitro(s): Hreidar Jonsson | Asistencia: 33.980 espectadores Árbitro(s): Hreidar Jonsson |

| 27 de marzo de 1983 | Luxemburgo                               | 2:6 (1:2) | Hungría                                                                                | Estadio Josy Barthel, Luxemburgo                         |                                                          |
|                     | Jeannot Reiter 4' · Romain Schreiner 55' |           | 30' 59' 69' József Póczik · 40' Tibor Nyilasi · 50' Gábor Pölöskei · 56' Péter Hannich | Asistencia: 2.200 espectadores Árbitro(s): Gerard Geurds | Asistencia: 2.200 espectadores Árbitro(s): Gerard Geurds |

| 30 de marzo de 1983 | Inglaterra | 0:0 (0:0) | Grecia | Wembley, Londres Inglaterra                               |  |
|                     |            |           |        | Asistencia: 44.051 espectadores Árbitro(s): Dušan Krchnak |  |

| 17 de abril de 1983 | Hungría                                                                                            | 6:2 (3:0) | Luxemburgo                           | Estadio Ferenc Puskás, Budapest · Hungría                   |                                                             |
|                     | Gyula Hajszán 21' · Tibor Nyilasi 33' 63' · László Kiss 35' · Lázár Szentes 61' · Győző Burcsa 65' |           | 56' Jeannot Reiter · 57' Théo Malget | Asistencia: 12.280 espectadores Árbitro(s): Edgar Azzopardi | Asistencia: 12.280 espectadores Árbitro(s): Edgar Azzopardi |

| 27 de abril de 1983 | Dinamarca      | 1:0 (0:0) | Grecia | Idrætsparken, Copenhague Dinamarca                          |                                                             |
|                     | Søren Busk 76' |           |        | Asistencia: 33.700 espectadores Árbitro(s): Romualdas Juška | Asistencia: 33.700 espectadores Árbitro(s): Romualdas Juška |

| 27 de abril de 1983 | Inglaterra                           | 2:0 (1:0) | Hungría | Wembley, Londres Inglaterra                               |                                                           |
|                     | Trevor Francis 31' · Peter Withe 70' |           |         | Asistencia: 50.600 espectadores Árbitro(s): Pietro D'elia | Asistencia: 50.600 espectadores Árbitro(s): Pietro D'elia |

| 15 de mayo de 1983 | Hungría                               | 2:3 (1:2) | Grecia                                                                    | Estadio Ferenc Puskás, Budapest · Hungría                   |                                                             |
|                    | Tibor Nyilasi 24' · Gyula Hajszan 88' |           | 15' Nikolaos Anastopoulos · 32' Georgios Kostikos · 56' Lakis Papaioannou | Asistencia: 12.500 espectadores Árbitro(s): Edvard Šoštarič | Asistencia: 12.500 espectadores Árbitro(s): Edvard Šoštarič |

| 1 de junio de 1983 | Dinamarca                                                       | 3:1 (1:1) | Hungría           | Idrætsparken, Copenhague Dinamarca                        |                                                           |
|                    | Preben Elkjær Larsen 3' · Jesper Olsen 81' · Allan Simonsen 85' |           | 29' Tibor Nyilasi | Asistencia: 44.800 espectadores Árbitro(s): Heinz Fahnler | Asistencia: 44.800 espectadores Árbitro(s): Heinz Fahnler |

| 21 de septiembre de 1983 | Inglaterra | 0:1 (0:1) | Dinamarca          | Wembley, Londres Inglaterra                               |                                                           |
|                          |            |           | 36' Allan Simonsen | Asistencia: 82.050 espectadores Árbitro(s): Alexis Ponnet | Asistencia: 82.050 espectadores Árbitro(s): Alexis Ponnet |

| 12 de octubre de 1983 | Hungría | 0:3 (0:3) | Inglaterra                                          | Estadio Ferenc Puskás, Budapest · Hungría                |                                                          |
|                       |         |           | 13' Glenn Hoddle · 19' Sammy Lee · 42' Paul Mariner | Asistencia: 19.956 espectadores Árbitro(s): Bruno Galler | Asistencia: 19.956 espectadores Árbitro(s): Bruno Galler |

| 12 de octubre de 1983 | Dinamarca                                                                       | 6:0 (4:0) | Luxemburgo | Idrætsparken, Copenhague Dinamarca                    |                                                       |
|                       | Michael Laudrup 16' 23' 69' · Preben Elkjær Larsen 35' 58' · Allan Simonsen 41' |           |            | Asistencia: 44.700 espectadores Árbitro(s): Kaj Natri | Asistencia: 44.700 espectadores Árbitro(s): Kaj Natri |

| 26 de octubre de 1983 | Hungría         | 1:0 (0:0) | Dinamarca | Estadio Ferenc Puskás, Budapest · Hungría                         |                                                                   |
|                       | Sándor Kiss 57' |           |           | Asistencia: 8.000 espectadores Árbitro(s): Emilio Carlos Guruceta | Asistencia: 8.000 espectadores Árbitro(s): Emilio Carlos Guruceta |

| 16 de noviembre de 1983 | Grecia | 0:2 (0:1) | Dinamarca                                     | Spyros Louis, Atenas · Grecia                             |                                                           |
|                         |        |           | 16' Preben Elkjær Larsen · 47' Allan Simonsen | Asistencia: 32.000 espectadores Árbitro(s): Paolo Bergamo | Asistencia: 32.000 espectadores Árbitro(s): Paolo Bergamo |

| 16 de noviembre de 1983 | Luxemburgo | 0:4 (0:2) | Inglaterra                                                  | Estadio Josy Barthel, Luxemburgo                            |                                                             |
|                         |            |           | 10' 56' Bryan Robson · 38' Paul Mariner · 80' Terry Butcher | Asistencia: 5.400 espectadores Árbitro(s): Cornelius Bakker | Asistencia: 5.400 espectadores Árbitro(s): Cornelius Bakker |

| 3 de diciembre de 1983 | Grecia                       | 2:2 (1:2) | Hungría                              | Estadio Kaftanzoglio, Salónica · Grecia              |                                                      |
|                        | Nikolaos Anastopoulos 9' 55' |           | 12' József Kardos · 40' Béla Bodonyi | Asistencia: 1.500 espectadores Árbitro(s): Ioan Igna | Asistencia: 1.500 espectadores Árbitro(s): Ioan Igna |

| 14 de diciembre de 1983 | Grecia                 | 1:0 (1:0) | Luxemburgo | Estadio Georgios Karaiskakis, El Pireo · Grecia                |                                                                |
|                         | Dimitris Saravakos 18' |           |            | Asistencia: 1.500 espectadores Árbitro(s): Velitchko Tzontchev | Asistencia: 1.500 espectadores Árbitro(s): Velitchko Tzontchev |

### Grupo 4
| Pos. | Equipo     | Pts. | PJ | G | E | P | GF | GC | Dif. | Clasificación |
| ---- | ---------- | ---- | -- | - | - | - | -- | -- | ---- | ------------- |
| 1    | Yugoslavia | 8    | 6  | 3 | 2 | 1 | 12 | 11 | +1   | Eurocopa 1984 |
| 2    | Gales      | 7    | 6  | 2 | 3 | 1 | 7  | 6  | +1   |               |
| 3    | Bulgaria   | 5    | 6  | 2 | 1 | 3 | 7  | 8  | −1   |               |
| 4    | Noruega    | 4    | 6  | 1 | 2 | 3 | 7  | 8  | −1   |               |

 Fuente: 
| 22 de septiembre de 1982 | Gales        | 1:0 (1:0) | Noruega | Vetch Field, Swansea Gales                              |                                                         |
|                          | Ian Rush 30' |           |         | Asistencia: 4.340 espectadores Árbitro(s): Joël Quiniou | Asistencia: 4.340 espectadores Árbitro(s): Joël Quiniou |

| 13 de octubre de 1982 | Noruega                                                | 3:1 (1:0) | Yugoslavia      | Ullevaal Stadion, Oslo Noruega                            |                                                           |
|                       | Tom Lund 5' · Arne Larsen Økland 67' · Åge Hareide 88' |           | 74' Dušan Savić | Asistencia: 12.264 espectadores Árbitro(s): Alojzy Jarguz | Asistencia: 12.264 espectadores Árbitro(s): Alojzy Jarguz |

| 27 de octubre de 1982 | Bulgaria                                  | 2:2 (1:1) | Noruega                                       | Vasil Levski, Sofía Bulgaria                                  |                                                               |
|                       | Boycho Velichkov 13' · Plamen Nikolov 68' |           | 17' Hallvar Thoresen · 66' Arne Larsen Økland | Asistencia: 22.300 espectadores Árbitro(s): Antonios Vassaras | Asistencia: 22.300 espectadores Árbitro(s): Antonios Vassaras |

| 17 de noviembre de 1982 | Bulgaria | 0:1 (0:1) | Yugoslavia          | Vasil Levski, Sofía Bulgaria                              |                                                           |
|                         |          |           | 36' Nenad Stojković | Asistencia: 20.000 espectadores Árbitro(s): Paolo Casarin | Asistencia: 20.000 espectadores Árbitro(s): Paolo Casarin |

| 15 de diciembre de 1982 | Yugoslavia                                                                             | 4:4 (3:2) | Gales                                                             | Estadio Pod Goricom, Podgorica Yugoslavia                 |                                                           |
|                         | Zvjezdan Cvetković 14' · Zvonko Živković 17' · Zlatko Kranjčar 37' · Miodrag Ješić 66' |           | 6' Brian Flynn · 38' Ian Rush · 70' Joey Jones · 80' Robbie James | Asistencia: 17.000 espectadores Árbitro(s): Alexis Ponnet | Asistencia: 17.000 espectadores Árbitro(s): Alexis Ponnet |

| 27 de abril de 1983 | Gales              | 1:0 (0:0) | Bulgaria | Racecourse Ground, Wrexham Gales                              |                                                               |
|                     | Jeremy Charles 72' |           |          | Asistencia: 9.006 espectadores Árbitro(s): Siegfried Kirschen | Asistencia: 9.006 espectadores Árbitro(s): Siegfried Kirschen |

| 7 de septiembre de 1983 | Noruega        | 1:2 (1:1) | Bulgaria                                 | Ullevaal Stadion, Oslo · Noruega                          |                                                           |
|                         | Åge Hareide 4' |           | 11' Stoycho Mladenov · 51' Nasko Sirakov | Asistencia: 15.515 espectadores Árbitro(s): Heinz Fahnler | Asistencia: 15.515 espectadores Árbitro(s): Heinz Fahnler |

| 21 de septiembre de 1983 | Noruega | 0:0 (0:0) | Gales | Ullevaal Stadion, Oslo · Noruega                             |  |
|                          |         |           |       | Asistencia: 17.575 espectadores Árbitro(s): Vojtech Christov |  |

| 12 de octubre de 1983 | Yugoslavia                           | 2:1 (2:0) | Noruega              | Estadio Partizan, Belgrado Yugoslavia                   |                                                         |
|                       | Zlatko Vujović 21' · Safet Sušić 40' |           | 89' Hallvar Thoresen | Asistencia: 9.169 espectadores Árbitro(s): Adolf Prokop | Asistencia: 9.169 espectadores Árbitro(s): Adolf Prokop |

| 16 de noviembre de 1983 | Bulgaria        | 1:0 (0:0) | Gales | Vasil Levski, Sofía Bulgaria                            |                                                         |
|                         | Rusi Gochev 54' |           |       | Asistencia: 8.000 espectadores Árbitro(s): Dieter Pauly | Asistencia: 8.000 espectadores Árbitro(s): Dieter Pauly |

| 14 de diciembre de 1983 | Gales            | 1:1 (0:0) | Yugoslavia            | Ninian Park, Cardiff Gales                                   |                                                              |
|                         | Robbie James 54' |           | 81' Mehmed Baždarević | Asistencia: 24.000 espectadores Árbitro(s): Erik Fredriksson | Asistencia: 24.000 espectadores Árbitro(s): Erik Fredriksson |

| 21 de diciembre de 1983 | Yugoslavia                                     | 3:2 (1:1) | Bulgaria                                    | Estadio Poljud, Split Yugoslavia                                  |                                                                   |
|                         | Safet Sušić 31' 53' · Ljubomir Radanović 90+1' |           | 28' Bozhidar Iskrenov · 60' Georgi Dimitrov | Asistencia: 30.000 espectadores Árbitro(s): Augusto Lamo Castillo | Asistencia: 30.000 espectadores Árbitro(s): Augusto Lamo Castillo |

### Grupo 5
| Pos. | Equipo         | Pts. | PJ | G | E | P | GF | GC | Dif. | Clasificación |
| ---- | -------------- | ---- | -- | - | - | - | -- | -- | ---- | ------------- |
| 1    | Rumania        | 12   | 8  | 5 | 2 | 1 | 9  | 3  | +6   | Eurocopa 1984 |
| 2    | Suecia         | 11   | 8  | 5 | 1 | 2 | 14 | 5  | +9   |               |
| 3    | Checoslovaquia | 10   | 8  | 3 | 4 | 1 | 15 | 7  | +8   |               |
| 4    | Italia         | 5    | 8  | 1 | 3 | 4 | 6  | 12 | −6   |               |
| 5    | Chipre         | 2    | 8  | 0 | 2 | 6 | 4  | 21 | −17  |               |

 Fuente: 
| 1 de mayo de 1982 | Rumania                                                     | 3:1 (2:1) | Chipre             | Estadio Corvinul, Hunedoara Rumania                     |                                                         |
|                   | Florea Văetuș 16' · Rodion Cămătaru 18' · László Bölöni 71' |           | 29' Fivos Vrahimis | Asistencia: 15.000 espectadores Árbitro(s): Arsen Hoxha | Asistencia: 15.000 espectadores Árbitro(s): Arsen Hoxha |

| 8 de septiembre de 1982 | Rumania                             | 2:0 (1:0) | Suecia | Estadio Lia Manoliu, Bucarest Rumania                       |                                                             |
|                         | Ioan Andone 25' · Michael Klein 48' |           |        | Asistencia: 50.000 espectadores Árbitro(s): Edvard Šoštarič | Asistencia: 50.000 espectadores Árbitro(s): Edvard Šoštarič |

| 6 de octubre de 1982 | Checoslovaquia       | 2:2 (0:0) | Suecia                               | Tehelné pole, Bratislava Checoslovaquia                      |                                                              |
|                      | Petr Janečka 48' 53' |           | 87' Mats Jingblad · 90' Ulf Eriksson | Asistencia: 14.977 espectadores Árbitro(s): Robert Valentine | Asistencia: 14.977 espectadores Árbitro(s): Robert Valentine |

| 13 de noviembre de 1982 | Italia                                   | 2:2 (1:1) | Checoslovaquia                       | Estadio Giuseppe Meazza, Milán · Italia                    |                                                            |
|                         | Alessandro Altobelli 13' · Ján Kapko 65' |           | 26' Jiří Sloup · 70' Pavel Chaloupka | Asistencia: 72.386 espectadores Árbitro(s): Charles Corver | Asistencia: 72.386 espectadores Árbitro(s): Charles Corver |

| 13 de noviembre de 1982 | Chipre | 0:1 (0:1) | Suecia               | Estadio Makario, Nicosia Chipre                         |                                                         |
|                         |        |           | 34' Dan Corneliusson | Asistencia: 8.000 espectadores Árbitro(s): Neil Midgley | Asistencia: 8.000 espectadores Árbitro(s): Neil Midgley |

| 4 de diciembre de 1982 | Italia | 0:0 (0:0) | Rumania | Artemio Franchi, Florencia · Italia                         |  |
|                        |        |           |         | Asistencia: 50.478 espectadores Árbitro(s): Georges Konrath |  |

| 12 de febrero de 1983 | Chipre           | 1:1 (0:0) | Italia                 | Estadio Tsirio, Limasol Chipre                            |                                                           |
|                       | Takis Mavris 47' |           | 58' Francesco Graziani | Asistencia: 22.000 espectadores Árbitro(s): Bogdan Dochev | Asistencia: 22.000 espectadores Árbitro(s): Bogdan Dochev |

| 27 de marzo de 1983 | Chipre               | 1:1 (1:0) | Checoslovaquia       | Estadio Makario, Nicosia, Chipre                            |                                                             |
|                     | Fanis Theofanous 21' |           | 60' Přemysl Bičovský | Asistencia: 12.000 espectadores Árbitro(s): Stjepan Glavina | Asistencia: 12.000 espectadores Árbitro(s): Stjepan Glavina |

| 16 de abril de 1983 | Checoslovaquia                                                                           | 6:0 (3:0) | Chipre | Strahov, Praga, Checoslovaquia                            |                                                           |
|                     | Václav Daněk 4' 70' · Ladislav Vízek 29' 48' · Zdeněk Prokeš 37' · Ladislav Jurkemik 57' |           |        | Asistencia: 6.750 espectadores Árbitro(s): Norbert Rolles | Asistencia: 6.750 espectadores Árbitro(s): Norbert Rolles |

| 16 de abril de 1983 | Rumania           | 1:0 (1:0) | Italia | Estadio Lia Manoliu, Bucarest, Rumania                     |                                                            |
|                     | László Bölöni 24' |           |        | Asistencia: 80.000 espectadores Árbitro(s): Michel Vautrot | Asistencia: 80.000 espectadores Árbitro(s): Michel Vautrot |

| 15 de mayo de 1983 | Suecia                                                                              | 5:0 (0:0) | Chipre | Estadio de Malmö, Malmö, · Suecia                            |                                                              |
|                    | Robert Prytz 54' 77' · Dan Corneliusson 58' · Glenn Hysén 62' · Andreas Ravelli 73' |           |        | Asistencia: 19.801 espectadores Árbitro(s): Juhani Smolander | Asistencia: 19.801 espectadores Árbitro(s): Juhani Smolander |

| 15 de mayo de 1983 | Rumania | 0:1 (0:1) | Checoslovaquia     | Estadio Lia Manoliu, Bucarest, Rumania                    |                                                           |
|                    |         |           | 40' Ladislav Vízek | Asistencia: 50.000 espectadores Árbitro(s): Alexis Ponnet | Asistencia: 50.000 espectadores Árbitro(s): Alexis Ponnet |

| 29 de mayo de 1983 | Suecia                                  | 2:0 (1:0) | Italia | Estadio Ullevi, Gotemburgo, · Suecia                          |                                                               |
|                    | Ulf Eriksson 31' · Dan Corneliusson 55' |           |        | Asistencia: 32.860 espectadores Árbitro(s): Walter Eschweiler | Asistencia: 32.860 espectadores Árbitro(s): Walter Eschweiler |

| 9 de junio de 1983 | Suecia | 0:1 (0:1) | Rumania             | Estadio Råsunda, Estocolmo, · Suecia                     |                                                          |
|                    |        |           | 30' Rodion Cămătaru | Asistencia: 31.474 espectadores Árbitro(s): Adolf Prokop | Asistencia: 31.474 espectadores Árbitro(s): Adolf Prokop |

| 21 de septiembre de 1983 | Suecia               | 1:0 (1:0) | Checoslovaquia | Estadio Råsunda, Estocolmo, · Suecia                       |                                                            |
|                          | Dan Corneliusson 17' |           |                | Asistencia: 20.546 espectadores Árbitro(s): Michel Vautrot | Asistencia: 20.546 espectadores Árbitro(s): Michel Vautrot |

| 15 de octubre de 1983 | Italia | 0:3 (0:2) | Suecia                                        | Estadio San Paolo, Nápoles, · Italia                                 |                                                                      |
|                       |        |           | 20' 27' Glenn Strömberg · 71' Thomas Sunesson | Asistencia: 60.086 espectadores Árbitro(s): José Luis García Carrión | Asistencia: 60.086 espectadores Árbitro(s): José Luis García Carrión |

| 12 de noviembre de 1983 | Chipre | 0:1 (0:0) | Rumania           | Estadio Tsirio, Limasol, Chipre                            |                                                            |
|                         |        |           | 78' László Bölöni | Asistencia: 13.000 espectadores Árbitro(s): Ronald Bridges | Asistencia: 13.000 espectadores Árbitro(s): Ronald Bridges |

| 16 de noviembre de 1983 | Checoslovaquia    | 2:0 (0:0) | Italia | Strahov, Praga, Checoslovaquia                              |                                                             |
|                         | Petr Rada 63' 76' |           |        | Asistencia: 25.000 espectadores Árbitro(s): George Courtney | Asistencia: 25.000 espectadores Árbitro(s): George Courtney |

| 30 de noviembre de 1983 | Checoslovaquia   | 1:1 (0:0) | Rumania         | Tehelné pole, Bratislava, Checoslovaquia                   |                                                            |
|                         | Milan Luhový 85' |           | 82' Ion Geolgău | Asistencia: 48.000 espectadores Árbitro(s): Károly Palotai | Asistencia: 48.000 espectadores Árbitro(s): Károly Palotai |

| 22 de diciembre de 1983 | Italia                                                           | 3:1 (0:0) | Chipre             | Estadio Renato Curi, Perugia, · Italia                             |                                                                    |
|                         | Alessandro Altobelli 53' · Antonio Cabrini 82' · Paolo Rossi 86' |           | 68' Marios Tsingis | Asistencia: 20.773 espectadores Árbitro(s): Thomas Oliver Donnelly | Asistencia: 20.773 espectadores Árbitro(s): Thomas Oliver Donnelly |

### Grupo 6
| Pos. | Equipo            | Pts. | PJ | G | E | P | GF | GC | Dif. | Clasificación |
| ---- | ----------------- | ---- | -- | - | - | - | -- | -- | ---- | ------------- |
| 1    | Alemania Federal  | 11   | 8  | 5 | 1 | 2 | 15 | 5  | +10  | Eurocopa 1984 |
| 2    | Irlanda del Norte | 11   | 8  | 5 | 1 | 2 | 8  | 5  | +3   |               |
| 3    | Austria           | 9    | 8  | 4 | 1 | 3 | 15 | 10 | +5   |               |
| 4    | Turquía           | 7    | 8  | 3 | 1 | 4 | 8  | 16 | −8   |               |
| 5    | Albania           | 2    | 8  | 0 | 2 | 6 | 4  | 14 | −10  |               |

 Fuente: 
| 22 de septiembre de 1982 | Austria                                                                           | 5:0 (2:0) | Albania | Estadio Gerhard Hanappi, Viena, · Austria                 |                                                           |
|                          | Max Hagmayr 24' 66' · Felix Gasselich 40' · Agustin Kola 63' · Karl Brauneder 81' |           |         | Asistencia: 9.111 espectadores Árbitro(s): Yordan Zhezhov | Asistencia: 9.111 espectadores Árbitro(s): Yordan Zhezhov |

| 13 de octubre de 1982 | Austria                 | 2:0 (2:0) | Irlanda del Norte | Estadio Ernst Happel, Vienna, · Austria                   |                                                           |
|                       | Walter Schachner 3' 39' |           |                   | Asistencia: 9.885 espectadores Árbitro(s): Valeri Butenko | Asistencia: 9.885 espectadores Árbitro(s): Valeri Butenko |

| 27 de octubre de 1982 | Turquía            | 1:0 (0:0) | Albania | Estadio İzmir Atatürk, Esmirna, Turquía               |                                                       |
|                       | Arif Kocabıyık 86' |           |         | Asistencia: 27.702 espectadores Árbitro(s): Ioan Igna | Asistencia: 27.702 espectadores Árbitro(s): Ioan Igna |

| 17 de noviembre de 1982 | Austria                                                                            | 4:0 (3:0) | Turquía | Estadio Gerhard Hanappi, Viena, · Austria                      |                                                                |
|                         | Anton Polster 10' · Bruno Pezzey 34' · Herbert Prohaska 38' · Walter Schachner 53' |           |         | Asistencia: 9.614 espectadores Árbitro(s): Aleksander Suchanek | Asistencia: 9.614 espectadores Árbitro(s): Aleksander Suchanek |

| 17 de noviembre de 1982 | Irlanda del Norte | 1:0 (1:0) | Alemania Federal | Windsor Park, Belfast, Irlanda del Norte               |                                                        |
|                         | Ian Stewart 18'   |           |                  | Asistencia: 15.000 espectadores Árbitro(s): Rolf Nyhus | Asistencia: 15.000 espectadores Árbitro(s): Rolf Nyhus |

| 15 de diciembre de 1982 | Albania | 0:0 (0:0) | Irlanda del Norte | Estadio Qemal Stafa, Tirana, Albania                    |  |
|                         |         |           |                   | Asistencia: 25.000 espectadores Árbitro(s): André Daina |  |

| 30 de marzo de 1983 | Albania            | 1:2 (0:0) | Alemania Federal                            | Estadio Qemal Stafa, Tirana, Albania                            |                                                                 |
|                     | Muhedin Targaj 82' |           | 53' Rudi Völler · 68' Karl-Heinz Rummenigge | Asistencia: 41.000 espectadores Árbitro(s): Gianfranco Menegali | Asistencia: 41.000 espectadores Árbitro(s): Gianfranco Menegali |

| 30 de marzo de 1983 | Irlanda del Norte                       | 2:1 (2:0) | Turquía          | Windsor Park, Belfast, Irlanda del Norte                 |                                                          |
|                     | Martin O'Neill 5' · John McClelland 18' |           | 55' Hasan Şengün | Asistencia: 18.000 espectadores Árbitro(s): Alain Delmer | Asistencia: 18.000 espectadores Árbitro(s): Alain Delmer |

| 23 de abril de 1983 | Turquía | 0:3 (0:2) | Alemania Federal                                      | Estadio İzmir Atatürk, Esmirna, Turquía                      |                                                              |
|                     |         |           | 30' 71' Karl-Heinz Rummenigge · 36' Wolfgang Dremmler | Asistencia: 72.000 espectadores Árbitro(s): Vojtech Christov | Asistencia: 72.000 espectadores Árbitro(s): Vojtech Christov |

| 27 de abril de 1983 | Austria | 0:0 (0:0) | Alemania Federal | Estadio Ernst Happel, Viena, · Austria                     |  |
|                     |         |           |                  | Asistencia: 60.430 espectadores Árbitro(s): Brian McGinlay |  |

| 27 de abril de 1983 | Irlanda del Norte | 1:0 (0:0) | Albania | Windsor Park, Belfast, Irlanda del Norte               |                                                        |
|                     | Ian Stewart 54'   |           |         | Asistencia: 12.000 espectadores Árbitro(s): Ib Nielsen | Asistencia: 12.000 espectadores Árbitro(s): Ib Nielsen |

| 11 de mayo de 1983 | Albania           | 1:1 (0:1) | Turquía         | Estadio Qemal Stafa, Tirana Albania                               |                                                                   |
|                    | Raşit Çetiner 73' |           | 34' Metin Tekin | Asistencia: 25.000 espectadores Árbitro(s): Mircea-Lucian Salomir | Asistencia: 25.000 espectadores Árbitro(s): Mircea-Lucian Salomir |

| 8 de junio de 1983 | Albania            | 1:2 (0:1) | Austria                 | Qemal Stafa Stadium, Tirana, Albania                     |                                                          |
|                    | Muhedin Targaj 84' |           | 5' 58' Walter Schachner | Asistencia: 15.139 espectadores Árbitro(s): Laszlo Padar | Asistencia: 15.139 espectadores Árbitro(s): Laszlo Padar |

| 21 de septiembre de 1983 | Irlanda del Norte                                              | 3:1 (1:0) | Austria             | Windsor Park, Belfast, Irlanda del Norte                     |                                                              |
|                          | Billy Hamilton 28' · Norman Whiteside 67' · Martin O'Neill 89' |           | 83' Felix Gasselich | Asistencia: 18.013 espectadores Árbitro(s): Erik Fredriksson | Asistencia: 18.013 espectadores Árbitro(s): Erik Fredriksson |

| 5 de octubre de 1983 | Alemania Federal                               | 3:0 (3:0) | Austria | Parkstadion, Gelsenkirchen, Alemania                      |                                                           |
|                      | Karl-Heinz Rummenigge 3' · Rudi Völler 18' 20' |           |         | Asistencia: 65.496 espectadores Árbitro(s): Luigi Agnolin | Asistencia: 65.496 espectadores Árbitro(s): Luigi Agnolin |

| 12 de octubre de 1983 | Turquía         | 1:0 (1:0) | Irlanda del Norte | Estadio Ankara 19 Mayis, Ankara, Turquía                    |                                                             |
|                       | Fatih Terim 17' |           |                   | Asistencia: 21.096 espectadores Árbitro(s): Romualdas Juška | Asistencia: 21.096 espectadores Árbitro(s): Romualdas Juška |

| 26 de octubre de 1983 | Alemania Federal                                                       | 5:1 (1:0) | Turquía          | Estadio Olímpico de Berlín, Berlín, Alemania                |                                                             |
|                       | Rudi Völler 44' 65' · Karl-Heinz Rummenigge 60' 74' · Uli Stielike 66' |           | 69' Hasan Şengün | Asistencia: 35.000 espectadores Árbitro(s): Edvard Šoštarič | Asistencia: 35.000 espectadores Árbitro(s): Edvard Šoštarič |

| 16 de noviembre de 1983 | Turquía                                 | 3:1 (0:0) | Austria              | Estadio Ali Sami Yen, Estambul, Turquía                     |                                                             |
|                         | İlyas Tüfekçi 62' · Selçuk Yula 69' 76' |           | 71' Ernst Baumeister | Asistencia: 21.310 espectadores Árbitro(s): Roger Schoeters | Asistencia: 21.310 espectadores Árbitro(s): Roger Schoeters |

| 16 de noviembre de 1983 | Alemania Federal | 0:1 (0:0) | Irlanda del Norte    | Volksparkstadion, Hamburgo, Alemania                       |                                                            |
|                         |                  |           | 50' Norman Whiteside | Asistencia: 61.418 espectadores Árbitro(s): Károly Palotai | Asistencia: 61.418 espectadores Árbitro(s): Károly Palotai |

| 20 de noviembre de 1983 | Alemania Federal                               | 2:1 (1:1) | Albania          | Ludwigsparkstadion, Saarbrücken, Alemania                   |                                                             |
|                         | Karl-Heinz Rummenigge 23' · Gerhard Strack 79' |           | 22' Genc Tomorri | Asistencia: 41.000 espectadores Árbitro(s): Anders Mattsson | Asistencia: 41.000 espectadores Árbitro(s): Anders Mattsson |

### Grupo 7
| Pos. | Equipo       | Pts. | PJ | G | E | P | GF | GC | Dif. | Clasificación |
| ---- | ------------ | ---- | -- | - | - | - | -- | -- | ---- | ------------- |
| 1    | España       | 13   | 8  | 6 | 1 | 1 | 24 | 8  | +16  | Eurocopa 1984 |
| 2    | Países Bajos | 13   | 8  | 6 | 1 | 1 | 22 | 6  | +16  |               |
| 3    | Irlanda      | 9    | 8  | 4 | 1 | 3 | 20 | 10 | +10  |               |
| 4    | Islandia     | 3    | 8  | 1 | 1 | 6 | 3  | 13 | −10  |               |
| 5    | Malta        | 2    | 8  | 1 | 0 | 7 | 5  | 37 | −32  |               |

 Fuente: 
| 5 de junio de 1982 | Malta                                        | 2:1 (1:0) | Islandia              | Stadio Giovanni Celeste, Mesina, · Italia                |                                                          |
|                    | Ernest Spiteri-Gonzi 44' · Emanuel Fabri 48' |           | 51' Marteinn Geirsson | Asistencia: 1.271 espectadores Árbitro(s): Pietro D'elia | Asistencia: 1.271 espectadores Árbitro(s): Pietro D'elia |

| 1 de septiembre de 1982 | Islandia            | 1:1 (0:0) | Países Bajos        | Laugardalsvöllur, Reikiavik, Islandia                     |                                                           |
|                         | Atli Eðvaldsson 49' |           | 51' Dick Schoenaker | Asistencia: 2.862 espectadores Árbitro(s): Brian McGinlay | Asistencia: 2.862 espectadores Árbitro(s): Brian McGinlay |

| 22 de septiembre de 1982 | Países Bajos                         | 2:1 (1:0) | Irlanda        | De Kuip, Róterdam, · Países Bajos                      |                                                        |
|                          | Dick Schoenaker 1' · Ruud Gullit 64' |           | 80' Gerry Daly | Asistencia: 20.500 espectadores Árbitro(s): Ivan Gregr | Asistencia: 20.500 espectadores Árbitro(s): Ivan Gregr |

| 13 de octubre de 1982 | Irlanda                                 | 2:0 (1:0) | Islandia | Lansdowne Road, Dublín, Irlanda                       |                                                       |
|                       | Frank Stapleton 36' · Tony Grealish 75' |           |          | Asistencia: 23.371 espectadores Árbitro(s): Paul Rion | Asistencia: 23.371 espectadores Árbitro(s): Paul Rion |

| 27 de octubre de 1982 | España                        | 1:0 (0:0) | Islandia | Estadio La Rosaleda, Málaga, · España                           |                                                                 |
|                       | Juan Carlos Pedraza Gómez 60' |           |          | Asistencia: 15.132 espectadores Árbitro(s): Mario da Silva Luis | Asistencia: 15.132 espectadores Árbitro(s): Mario da Silva Luis |

| 17 de noviembre de 1982 | Irlanda                                    | 3:3 (1:1) | España                                                  | Lansdowne Road, Dublín, Irlanda                         |                                                         |
|                         | Ashley Grimes 2' · Frank Stapleton 64' 76' |           | 31' Antonio Maceda · 47' Mick Martin · 60' Víctor Muñoz | Asistencia: 39.000 espectadores Árbitro(s): Jan Redelfs | Asistencia: 39.000 espectadores Árbitro(s): Jan Redelfs |

| 19 de diciembre de 1982 | Malta | 0:6 (0:4) | Países Bajos                                                                           | New Tivoli Stadion, Aquisgrán, Alemania                  |                                                          |
|                         |       |           | 22' Edo Ophof · 25' 71' Cees van Kooten · 34' Hugo Hovenkamp · 39' 51' Dick Schoenaker | Asistencia: 17.000 espectadores Árbitro(s): Dieter Pauly | Asistencia: 17.000 espectadores Árbitro(s): Dieter Pauly |

| 16 de febrero de 1983 | España         | 1:0 (1:0) | Países Bajos | Estadio Ramón Sánchez-Pizjuán, Sevilla, · España          |                                                           |
|                       | Juan Señor 44' |           |              | Asistencia: 45.000 espectadores Árbitro(s): Paolo Bergamo | Asistencia: 45.000 espectadores Árbitro(s): Paolo Bergamo |

| 30 de marzo de 1983 | Malta | 0:1 (0:0) | Irlanda             | Estadio Nacional Ta' Qali, Ta' Qali, Malta               |                                                          |
|                     |       |           | 89' Frank Stapleton | Asistencia: 6.487 espectadores Árbitro(s): Adolf Mathias | Asistencia: 6.487 espectadores Árbitro(s): Adolf Mathias |

| 27 de abril de 1983 | España                           | 2:0 (1:0) | Irlanda | La Romareda, Zaragoza, · España                            |                                                            |
|                     | Santillana 44' · Poli Rincón 89' |           |         | Asistencia: 35.000 espectadores Árbitro(s): Valeri Butenko | Asistencia: 35.000 espectadores Árbitro(s): Valeri Butenko |

| 15 de mayo de 1983 | Malta                   | 2:3 (1:1) | España                                                   | Estadio Nacional Ta' Qali, Ta' Qali, Malta                          |                                                                     |
|                    | Carmel Busuttil 30' 47' |           | 21' Juan Señor · 60' Lobo Carrasco · 84' Rafael Gordillo | Asistencia: 7.732 espectadores Árbitro(s): Evangelos Giannakoudakis | Asistencia: 7.732 espectadores Árbitro(s): Evangelos Giannakoudakis |

| 29 de mayo de 1983 | Islandia | 0:1 (0:1) | España            | Laugardalsvöllur, Reikiavik, Islandia                     |                                                           |
|                    |          |           | 9' Antonio Maceda | Asistencia: 7.055 espectadores Árbitro(s): Ronald Bridges | Asistencia: 7.055 espectadores Árbitro(s): Ronald Bridges |

| 5 de junio de 1983 | Islandia            | 1:0 (1:0) | Malta | Laugardalsvöllur, Reikiavik, Islandia                    |                                                          |
|                    | Atli Eðvaldsson 43' |           |       | Asistencia: 5.718 espectadores Árbitro(s): Alex Jacobsen | Asistencia: 5.718 espectadores Árbitro(s): Alex Jacobsen |

| 7 de septiembre de 1983 | Países Bajos                                            | 3:0 (3:0) | Islandia | Oosterpark Stadion, Groninga, · Países Bajos              |                                                           |
|                         | Ronald Koeman 17' · Ruud Gullit 19' · Peter Houtman 21' |           |          | Asistencia: 5.617 espectadores Árbitro(s): Andrzej Libich | Asistencia: 5.617 espectadores Árbitro(s): Andrzej Libich |

| 21 de septiembre de 1983 | Islandia | 0:3 (0:2) | Irlanda                                                    | Laugardalsvöllur, Reikiavik, Islandia                     |                                                           |
|                          |          |           | 16' Gary Waddock · 21' Michael Robinson · 81' Mickey Walsh | Asistencia: 13.706 espectadores Árbitro(s): Gérard Biguet | Asistencia: 13.706 espectadores Árbitro(s): Gérard Biguet |

| 12 de octubre de 1983 | Irlanda                          | 2:3 (2:0) | Países Bajos                               | Dalymount Park, Dublín, Irlanda                         |                                                         |
|                       | Gary Waddock 7' · Liam Brady 35' |           | 51' 76' Ruud Gullit · 66' Marco van Basten | Asistencia: 28.000 espectadores Árbitro(s): André Daina | Asistencia: 28.000 espectadores Árbitro(s): André Daina |

| 16 de noviembre de 1983 | Países Bajos                        | 2:1 (1:1) | España         | De Kuip, Róterdam, · Países Bajos                          |                                                            |
|                         | Peter Houtman 26' · Ruud Gullit 63' |           | 41' Santillana | Asistencia: 57.000 espectadores Árbitro(s): Michel Vautrot | Asistencia: 57.000 espectadores Árbitro(s): Michel Vautrot |

| 16 de noviembre de 1983 | Irlanda | 8:0 (3:0) | Malta | Dalymount Park, Dublín, Irlanda                         |                                                         |
|                         | Mark Lawrenson 25' 63' · Frank Stapleton 28' · Kevin O'Callaghan 35' · Kevin Sheedy 74' 84' · Liam Brady 76' · Gerry Daly 86' |           |       | Asistencia: 8.500 espectadores Árbitro(s): Ole Amundsen | Asistencia: 8.500 espectadores Árbitro(s): Ole Amundsen |

| 17 de diciembre de 1983 | Países Bajos                                                                       | 5:0 (2:0) | Malta | De Kuip, Róterdam, · Países Bajos                         |                                                           |
|                         | Bud Brocken 19' · Ben Wijnstekers 30' · Frank Rijkaard 74' 90' · Peter Houtman 79' |           |       | Asistencia: 58.000 espectadores Árbitro(s): Klaus Peschel | Asistencia: 58.000 espectadores Árbitro(s): Klaus Peschel |

| 21 de diciembre de 1983                                                                       | España | 12:1 (3:1) | Malta                | Estadio Benito Villamarín, Sevilla, · España             |                                                          |
|                                                                                               | Santillana 15' 26' 28' 75' · Poli Rincón 46' 55' 63' 78' · Antonio Maceda 60' 62' · Manu Sarabia 79' · Juan Señor 84' |            | 24' Silvio Demanuele | Asistencia: 18.871 espectadores Árbitro(s): Erkan Göksel | Asistencia: 18.871 espectadores Árbitro(s): Erkan Göksel |
| Para este partido véase Partido de clasificación para la Eurocopa entre España y Malta (1983) | |            |                      |                                                          |                                                          |

## Goleadores
7 goles
- Karl-Heinz Rummenigge

6 goles
- Santillana

5 goles
- Walter Schachner
- Poli Rincón
- Nikos Anastopoulos
- Tibor Nyilasi
- Ruud Gullit

4 goles
- Erwin Vandenbergh
- Preben Elkjær
- Allan Simonsen
- Antonio Maceda
- Joachim Streich

3 goles
- François Van der Elst
- Ladislav Vízek
- Michael Laudrup
- Juan Señor
- Luther Blissett

2 goles
- Muhedin Targaj
- Felix Gasselich
- Max Hagmayr
- Ludo Coeck
- Václav Daněk
- Petr Janečka
- Petr Rada
- Jesper Olsen
- Glenn Hoddle
- Sammy Lee
- Paul Mariner
- Bryan Robson
- Gyula Hajszán
- Atli Eðvaldsson
- Alessandro Altobelli
- Jeannot Reiter
- Carmel Busuttil